# Zeus (género)
Zeus es un género de peces zeiformes de la familia Zeidae.

## Especies
Son reconocidas dos especies como válidas:
- Zeus capensis Valenciennes, 1835, pez de San Pedro del Cabo
- Zeus faber Linnaeus, 1758, pez de San Pedro